# ببتيد مدر الصوديوم الدماغي
ببتيد مدر الصوديوم الدماغي أو الببتيد الدماغي المدر للصوديوم أو ما يسمى النمط ب من الببتيد المدر للصوديوم، هو ببتيد مكون من 32 حمضًا أمينيًا اكتشف للمرة الأولى عام 1988 بعد عزله من الدماغ. لكن اكتشف بعد ذلك بقليل أنه ينشأ أساسًا من القلب، ما جعل تصنيفه هرمونًا قلبيًا.
ينتمي هذا الببتيد لعائلة الببتيدات المدرة للصوديوم المتشابهة بنويًا، وتشمل إضافة له: الببتيد الأذيني المدر للصوديوم، ويرمز لها بـ ANP والببتيد المدر للصوديوم من النمط C (CNP) وهرمون urodilatin. وتشترك هذه العائلة باحتوائها في بنيتها 17 حلقة من 17 حمضًا أمينيًا وجسرًا ثنائي الكبريت بين جزيئتي سيستئين. المصدر الأساسي لاصطناع ال BNP وإفرازه هو العضلة القلبية البطينية.

## الاصطناع
يصطنع الببتيد الدماغي المدر للصوديوم كطليعة هرمون مكونة من 108 حمضًا أمينيًا. وبعد إطلاقه في الدوران ينشطر ليعطي الشكل الفعال المكون من 32 حمضًا أمينيًا ممثلًا للنهاية الكربوكسيلية، وجزء غير فعال مكون من 76 حمضًا أمينيًا يمثل النهاية الأمينية، ويطلق عليه (NT‐proBNP).
وممكن الكشف عن كلا الجزئين في الدم.
المحفز الأساسي لاصطناع وإفراز هذا الببتيد هو إصابة جدار العضلة القلبية بتوتر. ومن العوامل المهمة أيضًا هو حصول إقفار قلبي أو تعديل غدي عن طريق هرمونات عصبية وسيتوكينات أخرى.

## عمله
يتواسط الببتيد الدماغي المدر للصوديوم عددًا من التأثيرات الحيوية من خلال التفاعل مع مستقبلات الببتيد المدر للصوديوم من النمط أ (NPR‐A) مسببًا إنتاج غوانين أحادي الفوسفات الحلقي داخل الخلية.
وتتراوح التأثيرات الناتجة عن ذلك من الإدرار (طرح الصوديوم) إلى تسببه بحصول التوسع الوعائي المحيطي إلى تثبيط جملة الرينين أنجوتنسين ألدوستيرون.

## الإطراح
يصفى الببتيد الدماغي المدر للصوديوم من البلاسما بارتباطه بمستقبلات الببتيد المدر للصوديوم من النمط سي (NPR‐C) ثم يحدث له حلمهة بروتينية بالببتيداز الداخلي المعدل. في حين أن جزءه غير الفعال (المكون من 76 حمض أميني) يطرح بالكلية أساسًا. العمر النصفي للببتيد الدماغي المدر للصوديوم 20 دقيقة في حين أنه للجزء غير الفعال 120 دقيقة ما يوضح القيم المصلية المرتفعة (6 أضعاف تقريبًا) مقارنة مع قيم الببتيد الدماغي المدر للصوديوم، رغم أنَّ كلاهما ينتج بنفس النسبة في الأساس.

## التطبيقات العلاجية
يستخدم الآن الشكل المؤشب من الببتيد الدماغي المدر للصوديوم (النيسرتيد nesiritide) لعلاج الفشل القلبي غير المعاوض.

## التطبيقات السريرية
- الفشل القلبي:

لكلا الجزئين الفعال وغير الفعال قيمة تشخيصية عند مرضى فشل القلب. حيث وجد في عدد كبير من الدراسات أن كلا الجزئين يرتفعان عند مرضى فشل القلب، وترتبط القيم المصلية بشدة المرض، فيستخدم للتشخيص ولمتابعة الحالة أيضًا.
- في غرفة الطوارئ: استخدمت قيم الببتيد الدماغي المدر للصوديوم في غرف الطوارئ للكشف عن وجود فشل قلبي في حال المشاكل التنفسية وذلك لدقته، فالقيمة التي تقل عن 100 بيكوغرام/مل تنفي سبب الفشل القلبي في تلك المشكلة التنفسية.
- قيم تحذيرية: تقدم قيم الببتيد الدماغي المدر للصوديوم معلومات تحذيرية دقيقة لأحداث غير مرغوبة (الموت – الموت القلبي الوعائي..) عند مرضى فشل القلب أو فشل البطين الأيسر اللاعرضي. [1]
- داء الشريان التاجي Coronary artery disease: بالأساس الببتيد الدماغي المدر للصوديوم يستخدم فقط كواسم حيوي للفشل القلبي، لكن بتوافر بيانات من مزيد من الدراسات تبين أنه يفيد في هذه الحالة أيضًا.
- المتلازمة الإكليلية الحادة ACS.
- مرض الصمام القلبي.